# Clubiona yinyangjian
Espèce
Clubiona yinyangjian est une espèce d'araignées aranéomorphes de la famille des Clubionidae.

## Répartition
Cette espèce est endémique du Sichuan en Chine,. Elle se rencontre dans le xian de Miyi.

## Description
Le mâle holotype mesure 4,44 mm et la femelle paratype 4,46 mm.

## Systématique et taxinomie
Cette espèce a été décrite par Yu et Li en 2025.

## Publication originale
- Zhang, Xing, Yu & Li, 2025 : « Six new species of the spider genus Clubiona Latreille, 1804 (Araneae, Clubionidae) from subtropical forests of Sichuan Province, China. » ZooKeys, vol. 1248, p. 61-91 (texte intégral).